# Býkovice
Býkovice är en ort i Tjeckien.   Den ligger i regionen Södra Mähren, i den östra delen av landet, 170 km öster om huvudstaden Prag. Býkovice ligger 382 meter över havet och antalet invånare är 177.
Terrängen runt Býkovice är kuperad åt sydväst, men åt nordost är den platt. Runt Býkovice är det ganska tätbefolkat, med 100 invånare per kvadratkilometer. Närmaste större samhälle är Blansko, 10,7 km sydost om Býkovice. I omgivningarna runt Býkovice växer i huvudsak blandskog.